# Kaneko Kun’en

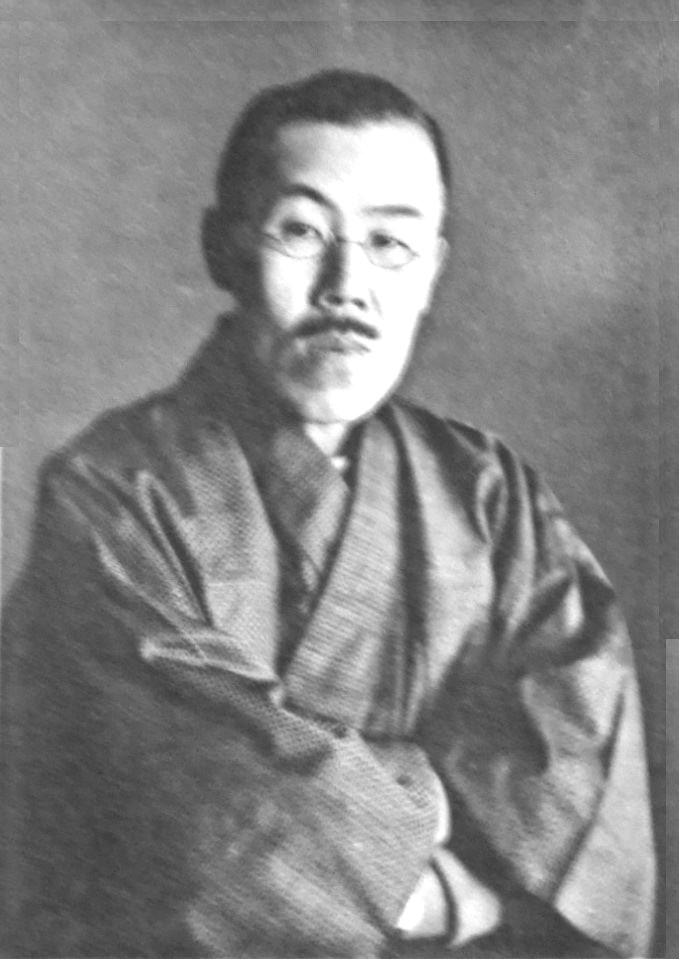
Kaneko Kun’en (1925)

Kaneko Kun’en (japanisch 金子 薫園; geboren 30. November 1876 in Tokio; gestorben 30. März 1951) war ein japanischer Tanka-Poet.

## Leben und Wirken
Kaneko Kun’en verließ die Mittelschule „Tōkyōfu jinjō chūgakkō“ (東京府尋常中学校), heute Hibiya-Oberschule (日比谷高等学校, Hibiya kōtō gakkō), ohne Abschluss. 1893 schloss er sich Ochiai Naobumis „Asakasha“ (あさ香社) an und war 1897 für die Gedichtsektion „Shinsei“ (新声) – „Neue Stimme“ verantwortlich.
1901 publizierte Kaneko 1901 die Gedichtsammlung „Katawaretsuki“ (片われ月) – dt. „Zerbrochener Mond“. Das war eine Sammlung von elegant formulierten romantischen Gedichten, aber im Jahr darauf begann er, zusammen mit Onoe Saishū, als Gegenbewegung zum Literaturmagazin „Myōjō“ die „Jokeishi undō“ (叙景詩運動), also eine Bewegung hin zur Betonung der Naturschilderung in Gedichten. 1903 gründete er die „Shirakiku-kai“ (白菊会), deren Mitglieder sich für die Naturschilderung statt für die Formulierung von Liebesgedichte einsetzten.
1910 veröffentlichte Kaneko den Gedichtband  „Sametaru uta“ (覚めたる歌) – etwa „Erwachende Gedichte“, die unter dem Einfluss naturalistischer Ideen realistisch formuliert waren. 1918 wurde das Poesiemagazin „Hikari“ (光) lanciert, und 1930, beeinflusst von der aufkommenden Neu-Tanka-Bewegung, versuchte er sich an Freiform-Tanka (自由律短歌, Jiyūritsu tanka) und ging so mit der Zeit. 1937 erschien „Shirasagi-shū“ (白鷺集), die „Silberreiher-Sammlung“.
Charakteristisch für Kanekos Gedichte ist, dass sie sanft formuliert wurden und sein Interesse an der modernen Stadt widerspiegeln. 1946 wurde er Mitglied der Akademie der Künste.